# Anzoátegui (Cojedes)
Anzoátegui è un comune del Venezuela situato nello stato del Cojedes.
Il capoluogo del comune è la città di Cojedes.